# Macaranga staudtii
Macaranga staudtii är en törelväxtart som beskrevs av Ferdinand Albin Pax. Macaranga staudtii ingår i släktet Macaranga och familjen törelväxter. Inga underarter finns listade i Catalogue of Life.